# Pleven (cheval)
Vous lisez un « bon article » labellisé en 2019.
Pour les articles homonymes, voir Pleven (homonymie).
Le Pleven (en bulgare : Плевенски кон / Plevenski kon) est une race de chevaux de sport, originaire de la région de Pleven dans le Nord de la Bulgarie. Son origine remonte au début du XXe siècle, dans le haras national de Klementina. Très proche de l'Anglo-arabe français, il provient du croisement des juments locales bulgares avec des étalons de race Arabe et Pur-sang, majoritairement hongrois et soviétiques.
Le Pleven est officiellement reconnu en 1951. Élevé comme cheval militaire et utilitaire à l'origine, il est reconverti dans les sports équestres, en particulier le saut d'obstacles et le dressage. Ses effectifs chutent drastiquement, au point qu'il ne reste que 200 Pleven recensés en 2009. Des mesures de conservation ont été mises en place. Environ 25 chevaux de Pleven sont désormais élevés en préservation au haras de Kabiuk.

## Dénomination
Le nom en bulgare est Плевенски кон, soit en alphabet latin Plevenski kon,. Le nom russe se transcrit par Plevenska. Le nom en anglais, « Pleven », est employé à l'international,. En français, l'auteure du guide Delachaux reprend le nom « Pleven », signalant pour synonyme « cheval de Pleven ». En effet, « cheval de Pleven » est la traduction choisie dès 2002 par Jean-Claude Boulet, l'auteur du Dictionnaire multilingue du cheval.

## Histoire
Ces chevaux sont sélectionnés à partir de 1898 au haras national de Klementina (futur haras national de Deorgi Dimitrov), près de Pleven dans le Nord de la Bulgarie, d'où leur nom,,,. La jumenterie d'origine est formée d'animaux locaux, composée de Deli-Orman, d'Anglo-arabes et de demi-sangs bulgares, avec des étalons de races Arabe, Anglo-arabe, demi-sang, Strelets, et Shagya. L'objectif d'époque est l'obtention d'une monture militaire, néanmoins apte également à servir aux travaux agricoles. Plus tard, des étalons Gidran, d'origine hongroise, entrent en croisement ; leur influence sur le Pleven reste la plus importante,. D'après Bongianni, jusqu'en 1938, seuls l'Arabe et le Gidran entrent en croisement. La race est considérée comme fixée après cette date.
Le cheval de Pleven est officiellement reconnu en 1951,,, et son stud-book créé en 1959. Á cette époque, la race est présentée dans le monde occidental comme la « version russe de l'Anglo-arabe ». En 1970, le Pleven est, comme le Bulgare oriental, évalué sur sa puissance de traction. Des croisements avec le Pur-sang sont introduits afin d'améliorer les performances dans les sports équestres, et la possibilité d'utilisation comme cheval de loisir,. La population diminue néanmoins, avec une augmentation modérée de la consanguinité entre les individus de 1982 à 1999, si bien qu'en 2001, la chercheuse B. Milusheva propose de réintroduire des croisements avec le Pur-sang, car la réduction des effectifs a réduit la base génétique de la population de Pleven.
En 2009, seuls 200 Pleven sont recensés, avec tendance à la diminution des effectifs. La fermeture du haras national de Klementina entraîne la fin de la gestion centralisée et nationalisée dans l'élevage du Pleven. Georgi Yordanov, directeur exécutif de l'Association nationale de l'élevage de chevaux en Bulgarie, déclare en 2009 qu'il s'agit alors de la race chevaline bulgare aux plus faibles effectifs. Il évoque l'achat d'un étalon anglo-arabe français, sacré champion de la ligue d'hiver à Sofia, pour résoudre quelques problèmes d'élevage. En 2010, le Pleven est éligible aux aides européennes accordées à la préservation des races animales domestiques menacées, à hauteur de 200 € par cheval détenu par un éleveur privé.
Dans le cadre de mesures d'aide à la préservation des races animales autochtones de la Bulgarie, un programme de conservation in situ est mis en place en 2011, à partir de 34 juments et 11 étalons de race Pleven. L'objectif est d'éviter l'extinction de la race. Cependant, si les effectifs augmentent temporairement grâce aux enregistrements de chevaux à titre initial, ils continuent ensuite de diminuer. En 2015, le Pleven est inclus aux races locales bulgares menacées bénéficiant d'aides au titre de la mesure 10 en agroécologie du programme de développement rural 2014-2020.

## Description

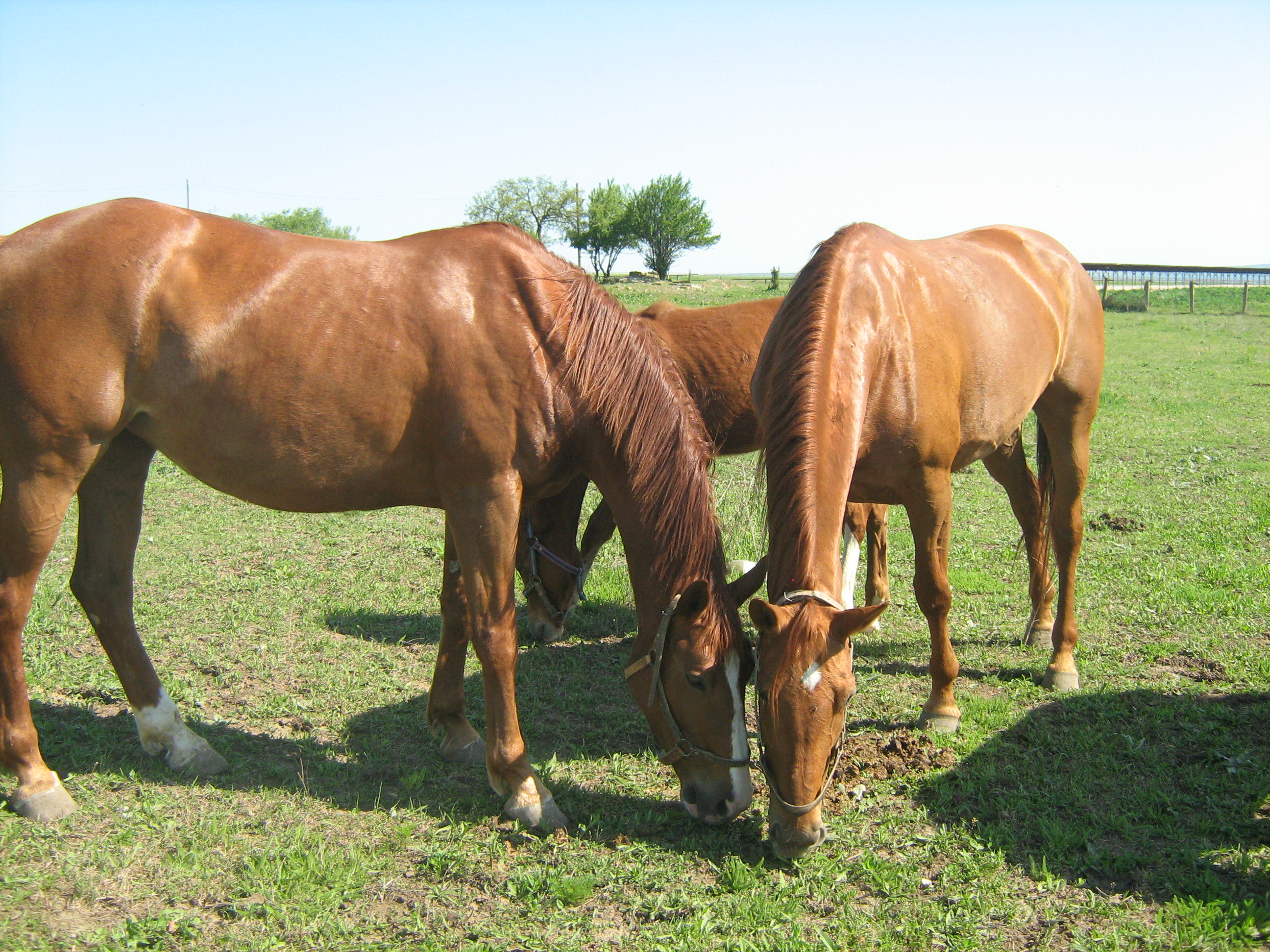
Groupe de Pleven

La taille moyenne enregistrée dans la base de données DAD-IS est de 1,60 m pour les femelles et 1,62 m chez les mâles. CAB International (2016) indique une fourchette plus petite, de 1,54 m à 1,62 m. Au contraire, le guide Delachaux indique une fourchette plus grande, de 1,60 m à 1,65 m chez les femelles pour 1,63 m à 1,67 m chez les mâles. L'encyclopédie de l'université de l'Oklahoma (2007) indique une fourchette de 1,52 m à 1,62 m, cependant, elle précise aussi une tendance à l'accroissement de la taille. En 1988, l'auteur italien Maurizio Bongianni indiquait une taille moyenne de 1,55 m.
La gestation des juments dure en moyenne 340 jours. Le poids du poulain à la naissance est d'environ 50 kg.

### Morphologie
C'est un cheval typiquement Anglo-arabe,, de modèle dolichomorphe et athlétique. Les Pleven présentent une remarquable uniformité de type, avec une constitution robuste.
Le Pleven présente une tête de taille moyenne et de profil rectiligne,, ou légèrement concave,, avec des orbites bien définies, des naseaux larges et des oreilles piquées. L'encolure est droite, de moyenne longueur selon DAD-IS (longue selon d'autres auteurs,,), forte et musclée, bien attaché à la poitrine. Le garrot est long, de hauteur moyenne selon DAD-IS, haut selon Bongianni. L'épaule est longue et légèrement inclinée. Le dos est droit,, court selon DAD-IS ; long selon la majorité des sources,,,, et large. Le rein est droit, large et bien attaché à la croupe. La croupe est ovale, bien musclée, légèrement inclinée,, assez longue et large selon DAD-IS, courte selon le guide Delachaux. La poitrine est profonde, arrondie et large. Les jambes sont sèches, fortes, avec des articulations et des tendons bien définis, des canons longs et de petits sabots solides. La queue, attachée haut, est peu fournie en crins.
L'héritabilité de la hauteur au garrot et du tour de canon des chevaux Pleven est estimée se situer entre 0,6 et 0,2.

### Robe
La robe du Pleven est toujours l'alezan, d'après une majorité de sources,,,,. Elle présente souvent une nuance claire, avec des reflets dorés. Les marques blanches sont rares. Bonnie Lou Hendricks (université de l’Oklahoma) indique l'alezan comme étant la robe majoritaire, ce qui semble indiquer que d'autres couleurs sont ou étaient possibles.

### Tempérament et allures

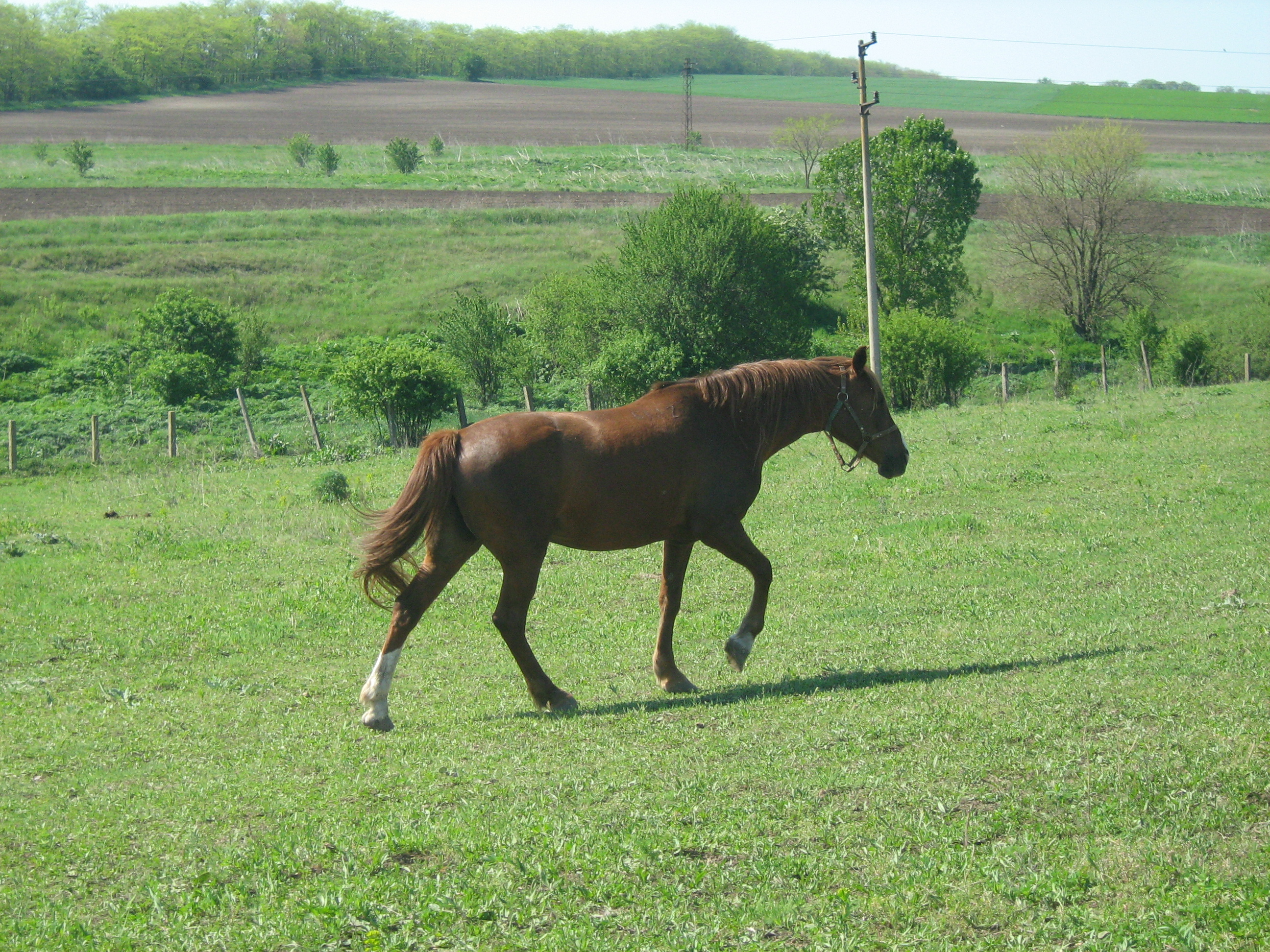
Pleven au pas dans son pré.

Le Pleven est réputé pour son intelligence et son courage, ainsi que sa vivacité.
Ces chevaux sont productifs jusqu'environ 19 ans, mais demandent des soins adaptés, comme tous les chevaux de sport. La longévité est réputée bonne. Les mouvements sont gracieux et beaux, avec une action allongée et aérienne,.

### Sélection
La race est gérée par l'Association pour la sauvegarde et le développement des chevaux Pleven et Gidran de Bulgarie. D'après Hendricks (2007, réédition de 1995), il existe sept lignées et treize familles de Pleven répertoriées, les données généalogiques étant structurées par les éleveurs. En 2001, l'étude de la chercheuse bulgare B. Milucheva, sur 8 lignées du Pleven (Algi-Gidran, Gidran 46-12, Vihar, Pirin, Murad, Balkan, Sivora et San Tiago) entre 1982 et 1999 permet de déterminer que les plus actives sont les lignées de Sivora, San Tiago et Algi-Gidran, et que les lignées de Balkan et Gidran 46-12 sont sur le point de s'éteindre. Les 30 juments étudiées se répartissent alors en huit familles. Les familles de Miazma, Gorda, Malinovka et Gergana sont les plus développées.
La sélection en œuvre vise l'accroissement de la taille et l'amélioration des performances sportives. Elle inclut des tests de capacité de course, de saut, ainsi qu'un jugement sur la conformation. La qualité de la souche maternelle et les influences environnementales entrent en compte pour déterminer les qualités du poulain.

## Utilisations
Le Pleven est monté en sports équestres, y compris par des enfants. Il dispose d'un bon coup de saut, et obtient des résultats en compétition de dressage et de saut d'obstacles,,. Il servait jadis à la traction légère,, pour le travail agricole. Un numéro de Bulgaria Today, daté de 1957, indique que le Pleven et le Danubien étaient à cette époque sélectionnés pour des courses.

## Diffusion de l'élevage

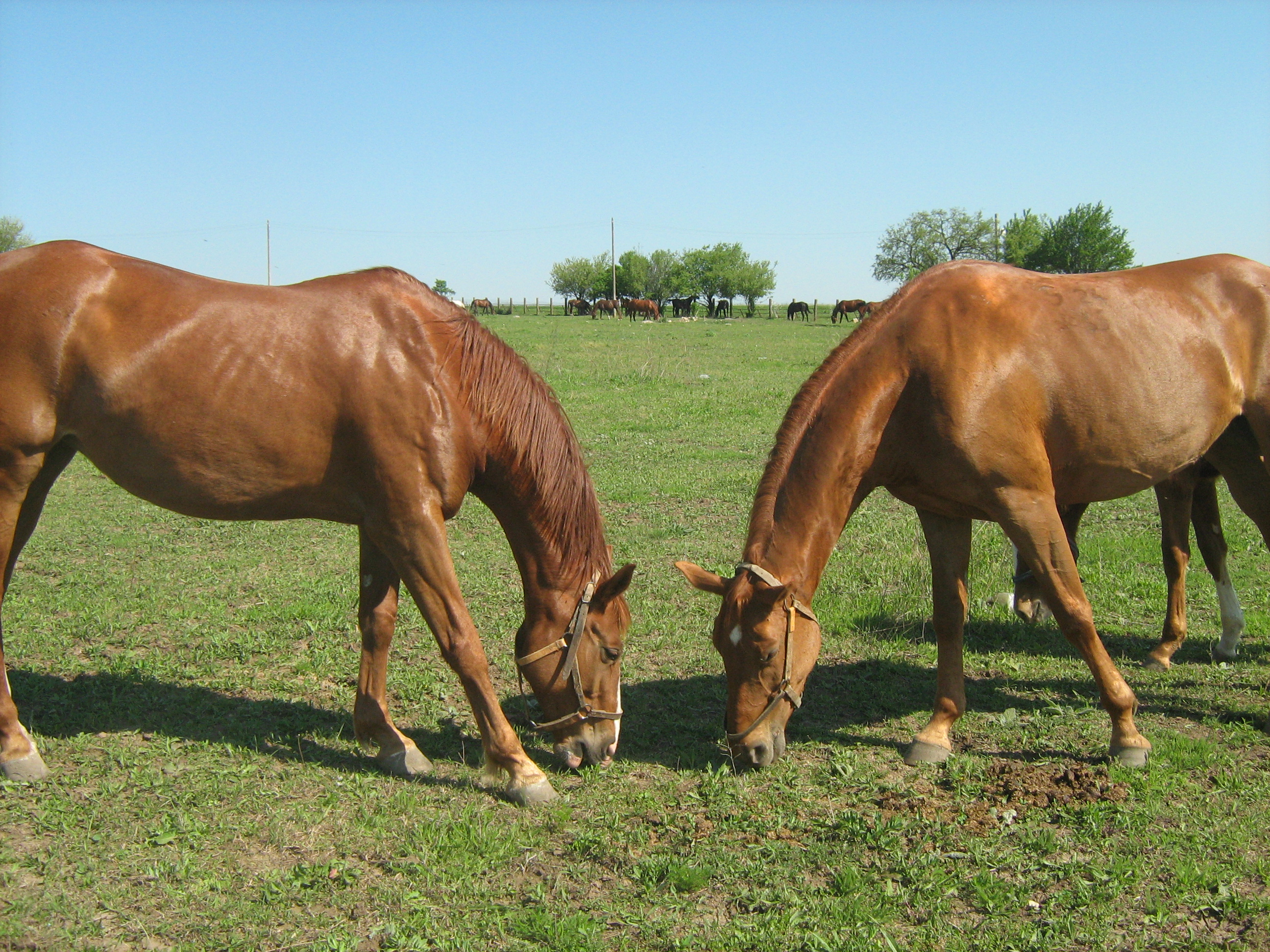
Pleven broutant au haras de Kabiuk.

Dans la base de données DAD-IS, le Pleven est indiqué comme une race rare locale et native de Bulgarie, plus précisément dans le Nord et le Nord-ouest du pays. L'étude menée par Rupak Khadka de l'université d'Uppsala, publiée en août 2010 pour la FAO, signale le « Pleven » comme race de chevaux locale européenne, dont le niveau de menace est inconnu. En 2017, l'effectif recensé en Bulgarie n'est que de 97 chevaux. Le guide Delachaux indique (2016) une population de 37 juments poulinières et 7 étalons en Bulgarie. En 2012, le professeur Vasil Nikolov, directeur de l'Agence exécutive pour la sélection et la reproduction (IASRZ), déclare que l'organisme d'État contrôle moins de 100 femelles et 5 animaux mâles de race Pleven, soit environ 50 juments. Cette même année, plusieurs animaux de cette race sont envoyés au haras de Kabiuk, dans la région de Choumen. L'ouvrage Equine Science (4e édition de 2012) classe le Pleven parmi les races de chevaux de selle peu connues au niveau international. En effet, l'élevage bulgare n'est pas tourné vers le marché extérieur ; les premiers animaux d'élevage bulgare présentés hors de ce pays l'ont été en 2012, en Allemagne.
En 2016, environ 25 Pleven se trouvent au haras de Kabiuk. Le directeur de ce haras les a récupérés après la fermeture du haras national de Klementina. La race était représentée au Sliven Breeding Exhibition de 2018, une foire agricole bulgare qui attire des visiteurs de toute l'Europe,.

#### Articles de recherche
- [Dobrev et Tsankov 1978] (bg) D. Dobrev, T. Tsankov et T. Yablanski, « Genetic structure of the Pleven horse breed Bulgaria based on serum protein system polymorphism », Genetika i selektsiia. Genetics and Plant Breeding,‎ 1978 (ISSN 0016-6766)
- [Milusheva 2001] (bg) B. Milusheva, « Dynamics in the structure of Pleven horse population », Animal Science,‎ 2001 (ISSN 0514-7441)
- [Milusheva 2001b] (bg) B. Milusheva, « Role of inbreeding in introducting new blood breeding in horse population of Pleven breed », Animal Science,‎ 2001b (ISSN 0514-7441)
- [Stoimenov Nikolov 2015] (en) Vasil Stoimenov Nikolov, « Review of the specific measures for support of the autochthonous breeds in Bulgaria », Journal of Central European agriculture, vol. 16, no 2,‎ 15 juin 2015 (DOI 10.5513/JCEA01/16.2.1584, lire en ligne, consulté le 24 janvier 2019)
- [Vassilev et Tsankov 1997] (en) D. Vassilev et T. Tsankov, « Genetic variation study on conformation traits of Pleven warmblood horse », Animal Science,‎ 1997 (ISSN 0514-7441)
- [Vassilev, Dimov et Tsankov 2002] (en) D. Vassilev, G. Dimov et T. Tsankov, « Direct, maternal and uncorrelated (co) variances for gestation length in Pleven Warmblood mares », dans 7th World Congress on Genetics Applied to Livestock Production, Montpellier, France, 2002 (lire en ligne).